# Acacia pravifolia
Acacia pravifolia är en ärtväxtart som beskrevs av Ferdinand von Mueller. Acacia pravifolia ingår i släktet akacior, och familjen ärtväxter. Inga underarter finns listade i Catalogue of Life.